# Teatro Granada
Teatro Granada   (en francés: Théâtre Granada) es un teatro en Sherbrooke, un ciudad de la provincia de Quebec, al este de Canadá.
El teatro de Granada fue catalogado como Sitio Histórico Nacional de Canadá el 5 de junio de 1996.
El edificio fue diseñado en el estilo del barroco español por Daniel J. Crighton, con su decoración interior realiza por el prolífico decorador de teatros Briffa Emmanuel.
Fue construido como un teatro atmosférico en 1928 por la United Amusement Corporation Limited. Fue inaugurado el 18 de enero de 1929.